# مایو کیبی غربی
مایو کیبی غربی (به عربی: منطقة مایو کیبی الغربی) یکی از منطقه‌های کشور چاد است. ناحیه مایو-کبی اوست ۵۶۴٬۴۷۰ نفر جمعیت دارد.